# بوفوار وافانس
بوفوار وافانس (بالفرنسية: Beauvoir-Wavans)‏ هي بلدية تقع في إقليم باد كاليه من منطقة نور با دو كاليه في شمال فرنسا. تبلغ مساحة هذه المدينة 9.49 (كم²)، وترتفع عن سطح البحر 48 م، يبلغ عدد سكانها 389 نسمة حسب إحصاء المعهد الوطني للإحصاء والدراسات الاقتصادية سنة 2009 م. وترأس Danielle Riss البلدية خلال فترة (2008-2014).